# Gymnomyza brunneirostris
El mielero gigante piquipardo (Gymnomyza brunneirostris) es una especie de ave paseriforme de la familia Meliphagidae endémica de Fiyi.

## Descripción
Los adultos miden entre 25 y 31 cm de largo. El plumaje es similar al mielero gigante (Gymnomyza viridis) verde oliva amarillento, pero el pico y las patas son de color marrón negruzco. Las aves jóvenes son más amarillentas con las puntas de las plumas pardas.

## Distribución
Es endémico de la isla de Viti Levu. Anteriormente fue considerado conespecífico con el mielero gigante (Gymnomyza viridis), pero ambos mostraban diferencias tanto fenotípicas como de comportamiento y un estudio de filogenética molecular publicado en 2014 encontró que también diferían significativamente en sus secuencias de ADN mitocondrial y se sugirió que G. v. brunneirostris debería elevarse a la categoría de especie, propuesta que fue aceptada por la Unión Ornitológica Internacional.